# Emil Hörle

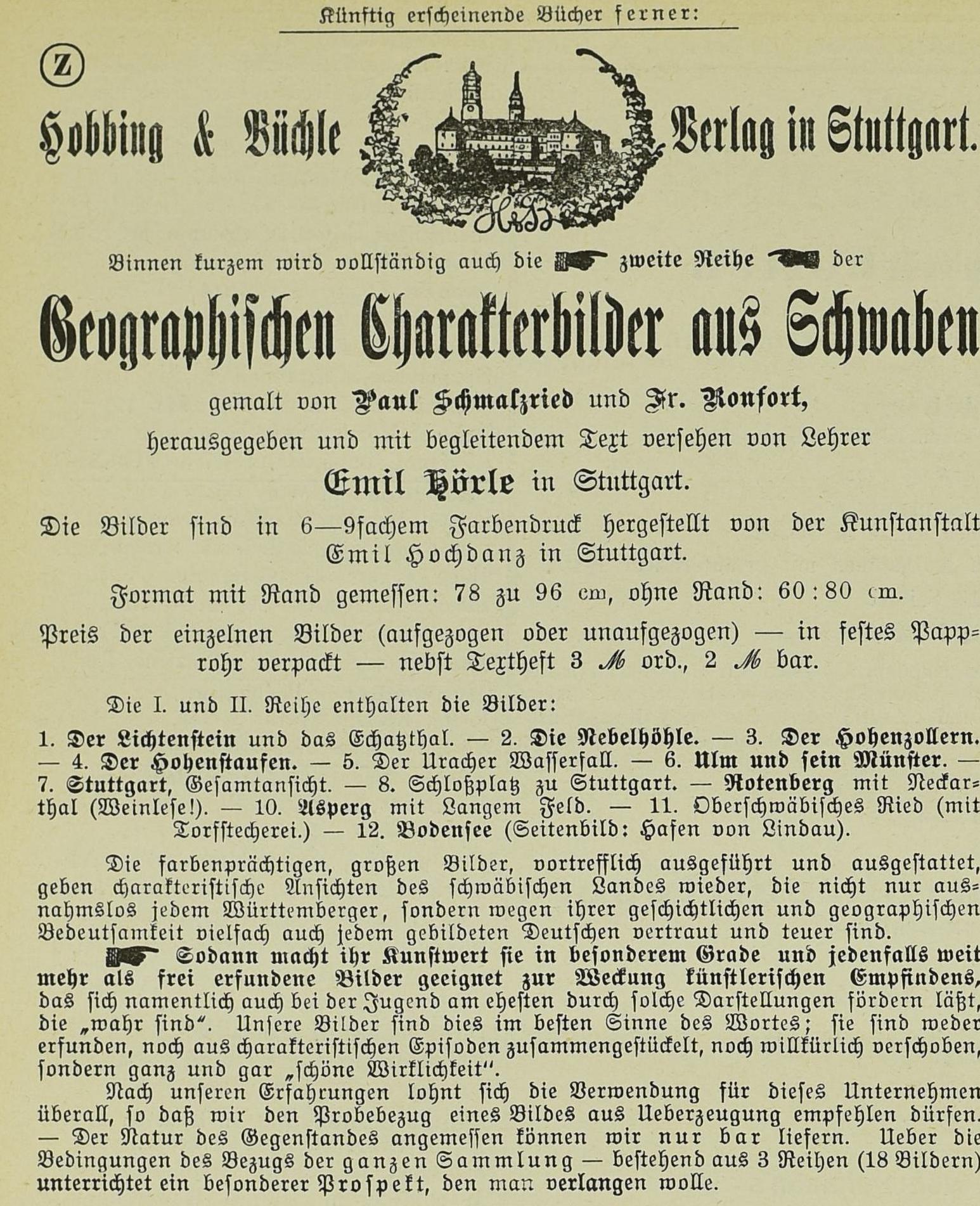
Werbeanzeige für Hörles „Charakterbilder aus Schwaben“ aus dem Börsenblatt für den deutschen Buchhandel vom 19. November 1901.

Emil Hörle (* 23. Dezember 1867 in Westernach; † 30. Januar 1938 in Stuttgart) war ein deutscher Lehrer und Geograf.

## Leben
Hörles Vater war ebenfalls Lehrer. 1894 legte Emil Hörle die zweite Lehrerdienstprüfung ab, seit 1898 unterrichtete er in Stuttgart, zuletzt an der dortigen Jakobsschule. Er verfasste daneben zahlreiche Schriften zur württembergischen Geschichte und Geografie und gab auch entsprechende Landkarten für den Schulunterricht heraus. 1932 trat er in den Ruhestand. Hörle war verheiratet mit Luise, geb. Görick. Das Paar hatte drei Söhne.

## Schriften
- Geographische Charakterbilder aus Schwaben. Hobbing & Büchle, Stuttgart 1900–1902.
  - Teil 1: Der Lichtenstein mit dem Echatzthal, 1900.
  - Teil 2: Die Nebelhöhle mit Frühlingsfest, 1900.
  - Teil 3: Der Hohenzollern, 1900.
  - Teil 4: Der Hohenstaufen, 1901.
  - Teil 5: Der Uracher Wasserfall und seine Umgebung, 1900.
  - Teil 6: Ulm und sein Münster, 1901.
  - Teil 7/8: Stuttgart, 1901.
  - Teil 9: Rotenberg und Neckarthal, 1902.
  - Teil 10: Der Asperg und das Lange Feld, 1901.
  - Teil 11: Die Riede Oberschwabens, 1902.
  - Teil 12: Der Bodensee, 1901.
  - Teil 13: Der Schwarzwald, Bd. 1: Land und Leute im Schwarzwalde, 1902.
  - Teil 14: Der Schwarzwald, Bd. 2: Der Gebirgscharakter, 1902.
  - Teil 15: Das Algäu, 1902.
  - Teil 16: Wildbad im Schwarzwalde, 1902.
  - Teil 17: Heilbronn, 1902.
  - Teil 18: Schwäbisch Hall, 1902
- Geographische Charakterbilder aus Baden. Winter, Heidelberg 1906.
  - Teil 1: Heidelberg.
  - Teil 2: Durchbruch der Donau durch den Jura.
  - Teil 3: Baden-Baden.
  - Teil 4: Bärental und der Feldberg.
  - Teil 5: Meersburg und der Bodensee.
- Neue Landeskunde von Württemberg. Holland & Josenhans, Stuttgart 1910 (Digitalisat).[4]
- Bearb.: Karten zur Landeskunde Württembergs. Wegner, Stuttgart 1911 (Digitalisat).
- Bearb.: Württembergischer Schulatlas, auf der Grundlage von Diercke, Schulatlas, kleine Ausg. bearb. von E[mil] Hörle. Wegner, Stuttgart 1911 (Digitalisat).
- Schulkarte von Württemberg, Baden und Hohenzollern. Wegner, Stuttgart 1913.
- zusammen mit Gustav Schwegelbaur: Heimatkunde von Stuttgart : Im Anschluß an den von denselben Verf. hrsg. "Stuttgarter Heimatatlas" für die Hand der Schüler bearbeitet. Wegner, Stuttgart 1914.
- Ein vergessenes schwäbisches Wandergebiet. In: Stuttgarter Neues Tagblatt, Nr. 291, 18. Juni 1921, Abendausgabe, S. 7 (Digitalisat).